# Wiglaf af Mercia
Wiglaf (død 839) var konge af Mercia fra 827 til 829 og igen fra 830 til sin død. Hans herkomst er usikker; 820'erne var en periode med dynastiske konflikter i Mercia og genealogien for flere af kongerne i perioden er ukendt. Hasn barnebarn Wigstan blev senere beskrevet som være en efterkommer af Penda af Mercia, så det er muligt, at Wiglafs forfader også var Penda, der var en af de mest magtfulde konger af Mercia i 600-tallet.
Wiglaf blev efterfulgt af Ludeca, der døde i krig mod East Anglia. Hans første regeringstid faldt sammen med det rivaliserende angelsaksiske kongerige Wessex voksede sig stærkt under Egbert. Ecgberht afsatte Wiglaf i 829, og regerede Mercia direkte i et år. Wiglaf genvandt kongeriget i 830, sandsynligvis med magt, selvom det også er muligt, at Wiglaf var under Egbert overherredømme i sin anden regeringsperiode. Mercia genvandt aldrig den sydvestlige del af kongeriget, men Berkshire og muligvis Essex kom igen under Mercias kontrol. Årsagerne til Mercia og Wessex' skiftende succes er usikker, men det er muligt, at karolingernes har haft indflydelse både på Egberts tronbestigelse og Mercias genvundne kontrol. Selvom Wiglaf synes at have genoprettet Mercias uafhængighed, så var den kortlivet, og senere i samme århundrede blev kongeriget delt imlemme Wessex og vikingerne.
Wiglaf døde omkring 839, og han blev efterfulgt af Beorhtwulf, selvom én kilde beskriver at hans søn, Wigmund, kortvarigt regerede. Wiglaf er begrevet i Repton, nær Derby.